# 세뇌
세뇌(洗腦, brainwashing, mind control, menticide, coercive persuasion, thought control, thought reform, reeducation)는 본디 가지고 있던 생각을 다른 생각으로 개조하거나, 특정한 사상이나 주의를 주입시키는 일이다. 국가와 상황에 따라 다른 용어로 마인드 컨트롤, 생각개조 또는 재교육이라고도 한다. 세뇌는 피세뇌자가 원하지 않는 생각 또는 사상을 피세뇌자에게 주입시키거나, 피세뇌자의 행동, 가치관, 믿음 등을 바꾸기 위하여 피세뇌자의 비판적이거나 독립적인 사고력을 약화시킨다.
세뇌의 기본적인 개념은 1950년대 한국전쟁 당시 중국공산당이 어떻게 포로들을 효과적으로 포섭하고 그들의 사고관을 개조할 수 있었는지에 대한 것을 설명하기 위하여 개발되기 시작되었다. 세뇌의 개념을 긍정하는 사람들은 나치 독일이나 미국의 일부 범죄 사건들, 그리고 인신매매범들의 경우 또한 세뇌의 예로 참고했다. 심리학자인 마가렛 싱어(Margaret Singer), 필립 짐바르도와 반(反)컬트주의에 있는 일부 사람들은 어떻게 사람들이 신흥 종교 및 신흥 단체로 사람들이 전향 및 개종하게 되는지를 설명하기 위하여 세뇌의 개념을 받아들였다.

## 기원
중국어로 씨나오, 세뇌(洗腦, xǐnăo)는 본래 마오쩌둥 시기의 중국 정부가 '반동주의자'들을 '올바른 사상'을 가지고 새로운 신중국의 사회체계에 편입할 수 있도록 그들을 개조하기 위하여 펼친 강제적 설득행위를 지칭하는 단어였다. 이 단어 자체의 유래는 도교의 용어에서 변형된 단어이다. 도교의 전통에서는 제례를 행하거나 신성한 장소에 진입하기 전에 '마음을 씻는다'는 뜻으로 "세심"(洗心, xǐxīn)이라는 용어를 사용했는데, 이 "세심"(洗心)이라는 용어를 뇌를 씻는다는 "세뇌"(洗腦)로 변형한 것이다.
옥스포드 영어사전에서는 영어로 세뇌를 뜻하는 브레인 워싱(Brain Washing)이라는 단어가 최초로 공개적으로 사용된 것을 1950년 9월 24일 발행된 마이애미 뉴스(Miami News) 신문에서 뉴스 기자인 에드워드 헌터(Edward Hunter)가 기고한 글을 그 최초로 기록하고 있다. 그 글을 기고한 에드워드 헌터는 노골적인 반공산주의자였을 뿐만 아니라, 기자로 위장한 CIA 요원으로 의심받는 인물이었다. 에드워드 헌터와 그 외 일부 인물들은 한국전쟁 당시 일부 미국인 전쟁포로들이 왜 중국인 간수들과 협력하거나 그 중 일부는 심지어 중국 편으로 전향했는지 그 이유를 설명하기 위하여 중국 용어를 사용했다.

## 과학적 연구

### 미국 정부의 연구
1950년대부터 20년 동안 미국 중앙정보국과 미국 국방부는 비밀리에 MK 울트라 계획을 포함한 세뇌 기술에 관한 연구를 진행했으며, 이를 위해 전기충격과 리세르그산 디에틸아미드 투여 등을 방법 등 다양한 방법을 실험했다. 실험의 전체적인 결과는 알려지지 않았다. 실험 책임자 시드니 고틀립과 팀은 고문을 통해 인간의 정신을 날려버리는 것을 가능했지만, 새로운 정신을 주입하는 데는 실패했다.,

## 같이 보기
- 광고
- 마케팅
- 심리전
- 부당위압
- 최면
- 현실왜곡장
- 강제
- 미국의 비윤리적 인체 실험

## 참조
1. ↑  《Encyclopaedic Dictionary of Religion》 2. Gyan Publishing House. 2005.
2. ↑  Corsini, Raymond J. (2002). 《The Dictionary of Psychology》. Psychology Press. 127쪽.
3. ↑  Campbell, Robert Jean (2004). 《Campbell's Psychiatric Dictionary》. USA: Oxford University Press. 403쪽.
4. ↑  Kowal, D.M. (2000). 〈Brainwashing〉.   Love, A.E. 《Encyclopedia of Psychology》 1. American Psychological Association. 463–464쪽. doi:10.1037/10516-173.
5. ↑  Taylor, Kathleen (2006). 《Brainwashing: The Science of Thought Control》. Oxford, UK: Oxford University Press. 5쪽. ISBN 978-0-19-920478-6. 2010년 7월 2일에 확인함.
6. ↑  Marks, John (1979). 〈Chapter 8. Brainwashing〉. 《The Search for the Manchurian Candidate: The CIA and mind control》. New York: Times Books. ISBN 978-0-8129-0773-5. 2008년 12월 30일에 확인함. In September 1950, the Miami News published an article by Edward Hunter titled ‘"Brain-Washing" Tactics Force Chinese into Ranks of Communist Party’. It was the first printed use in any language of the term "brainwashing", Hunter, a CIA propaganda operator who worked under cover as a journalist, turned out a steady stream of books and articles on the subject.
7. ↑  Browning, Michael (2003년 3월 14일). “Was kidnapped Utah teen brainwashed?”. 《Palm Beach Post》 (Palm Beach). ISSN 1528-5758. During the Korean War, captured American soldiers were subjected to prolonged interrogations and harangues by their captors, who often worked in relays and used the "good-cop, bad-cop" approach – alternating a brutal interrogator with a gentle one. It was all part of "Xi Nao" (washing the brain). The Chinese and Koreans were making valiant attempts to convert the captives to the communist way of thought.
8. 1 2 3  “The CIA's Secret Quest for Mind Control: Torture, LSD and A 'Poisoner in Chief'”. 《NPR.org》.
9. ↑  Anthony, Dick (1999). “Pseudoscience and Minority Religions: An evaluation of the brainwashing theories of Jean-Marie”. 《Social Justice Research》 12 (4): 421–456. doi:10.1023/A:1022081411463. S2CID 140454555.
10. ↑  “Chapter 3, part 4: Supreme Court Dissents Invoke the Nuremberg Code: CIA and DOD Human Subjects Research Scandals”. 《Advisory Committee on Human Radiation Experiments Final Report》. 2004년 11월 9일에 원본 문서에서 보존된 문서. 2005년 8월 24일에 확인함. "MKUltra, began in 1950 and was motivated largely in response to alleged Soviet, Chinese, and North Korean uses of mind-control techniques on U.S. prisoners of war in Korea."

내용주
1. ↑  Note: xīn can mean "heart", "mind" or "centre" depending on context. For example, xīn zàng bìng means Cardiovascular disease, but xīn lǐ yī shēng means psychologist, and shì zhōng xīn means Central business district.